# Іво Івановський
Іво Івановський (мак. Иво Ивановски; 10 січня 1978, Бітола, Соціалістична Республіка Македонія, СФРЮ) — македонський державний діяч, міністр інформаційного суспільства Республіки Македонія.

## Освіта
Іво Івановський отримав ступінь бакалавра в галузі комп'ютерних наук в 2001 році в Державному університеті Огайо в Колумбусі (США). Ступінь магістра здобув у 2003 році під Франклінському університеті в тому ж Колумбусі.
Володіє англійською, сербською і хорватською мовами.

## Трудова діяльність
Під час свого перебування в США, він був менеджером відділу ІТ в компанії «Plaskolite Incorporated», одного з найбільших виробників плексигласу в світі.

## Політична кар'єра
21 грудня 2006 Івановський був призначений міністром без портфеля, що відповідає за розвиток інформаційного суспільства в Республіці Македонія.
1 серпня 2008 він очолив нове міністерство інформаційного суспільства Республіки Македонія.

## Нагороди
Міжнародним союзом електрозв'язку був нагороджений срібною медаллю і сертифікатом за його «видатний внесок у галузь телекомунікацій».